# Provincia de Rovigo
Rovigo (en italiano: provincia di Rovigo) es una provincia de la región del Véneto, en Italia. Su capital y ciudad más poblada es Rovigo.
Tiene un área de 1790 km², y una población total de 242.385 hab. (2001). Hay 50 comuni (municipios) en la provincia (fuente: ISTAT, véase este enlace).